# Bagua Zang
Bagua zhang ili Pakua chang je borilačka vještina koja zajedno s Tai Chi-jem i Hsing I-jem tvori unutarnji sistem kineskih borilačkih vještina. 
Baguazhang u prijevodu znači "dlan osam trigrama" što upućuje da se u ovoj vještini češće koriste udarci dlanom nego šakom. Osam trigrama upućuje na filozofsku podlogu jer su trigrami osnova I Chinga (Knjige Promjena).	
Baguazhang je vještina koja vuče svoje korijene iz Taoističke filozofije i njihovog poimanja svijeta i univerzuma i smatra se vrhuncem taoističkih borilačkih vještina.
Postoji više formi ili stilova jer je osnivač ove vještine, Tung Hai Chuan podučavao samo one koji su već bili majstori u nekim vještinama tj. nadograđivao je njihove vještine u skladu s principima Pakue. Neki od njegovih najznačajnijih učenika bili su Chang Chao Tung, Ma Wei Chi, Cheng Ting Hua ,Yin Fu,Ma Gui itd.
Baguazhang se često prepoznaje po formama koje se izvede u krugu ili pak po samom hodanju u krug za vrijeme kojeg se izvode razni položaji dlana. Postoji osam glavnih položaja dlana (osam trigrama) koje izvodimo dok hodamo u krug, te šezdesetčetiri sporedna (8×8=64 heksagrama I-Chinga).